# Simon Newcomb
Simon Newcomb (n. 12 martie 1835, Wallace⁠(d), Nova Scotia, Canada – d. 11 iulie 1909, Washington, D.C., District of Columbia, SUA) a fost un astronom și matematician canadiano-american.
S-a afirmat și în domenii ca: economie, statistică și romanul science fiction.
A primit numeroase medalii și decorații, printre care, în 1890, Medalia Copley din partea Royal Society, iar în 1874 Medalia de Aur din partea Royal Astronomical Society.

## Legături externe
- Biography at the Dictionary of Canadian Biography Online
- Obituary from The Times
- O'Connor, John J.; Robertson, Edmund F., „Simon Newcomb”, MacTutor History of Mathematics archive, University of St Andrews.
- 1898 Bruce Medalist Arhivat în 18 iulie 2014, la Wayback Machine.
- Lucrări de Simon Newcomb la Proiectul Gutenberg
- Opere de sau despre Simon Newcomb la Internet Archive
- Simon Newcomb, links to Newcomb's economic writings at Archive for the History of Economic Thought
- Historic Site & Memorial at Wallace Bridge, Nova Scotia (1935)

## Vezi și
- William Newcomb